# Oryza sativa
Il riso (Oryza sativa L., dal greco antico ὄρυζα óryza) è una pianta erbacea annuale della famiglia delle Poaceae, di origine asiatica.
Insieme a Oryza glaberrima, dal pericarpo pigmentato rosso coltivata in Africa, è una delle due specie di piante da cui si produce il "riso" inteso come alimento. Oryza sativa costituisce la stragrande maggioranza in quanto coltivata su circa il 95% della superficie mondiale di riso.

## Descrizione

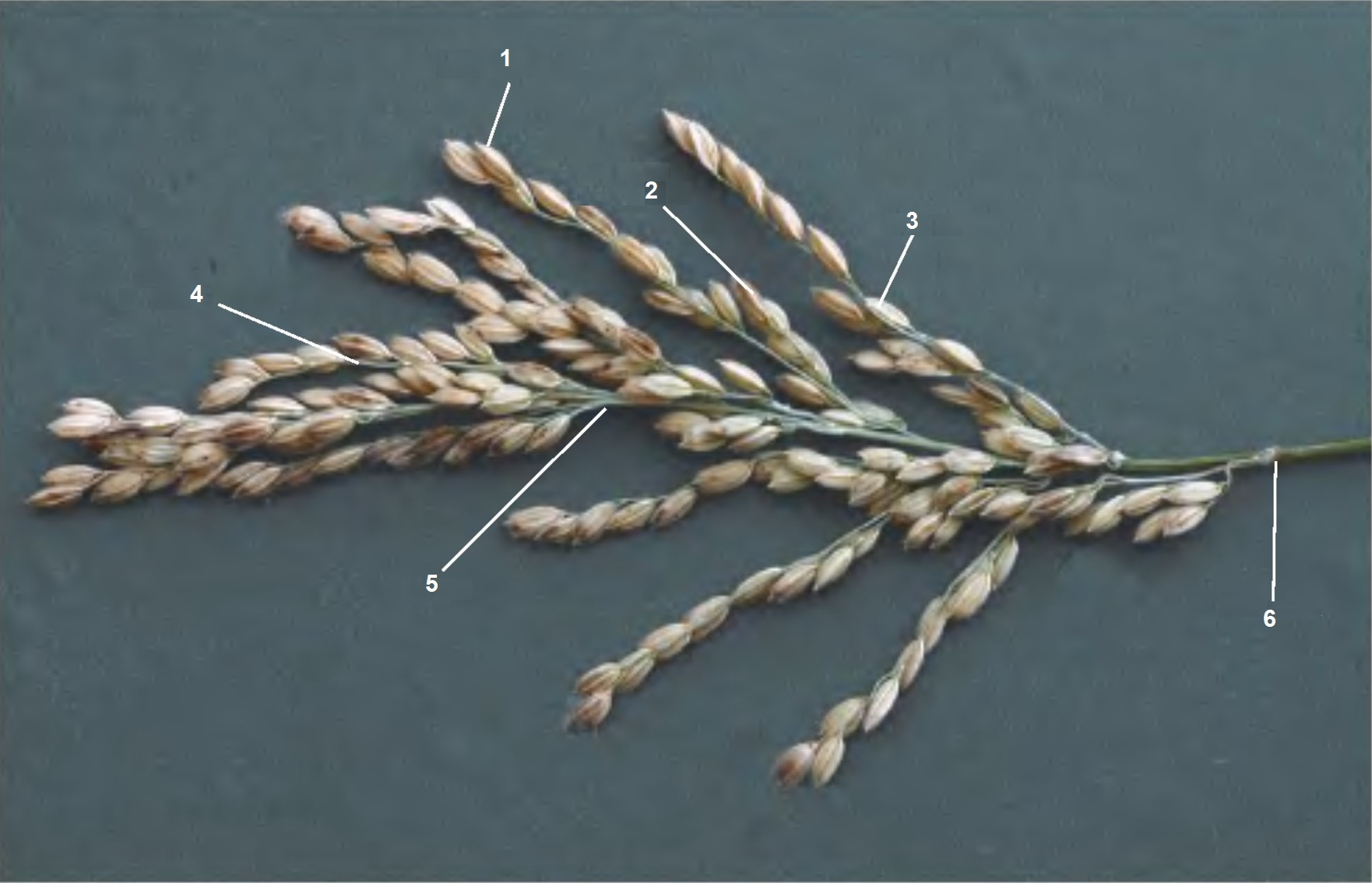
Parti di una pannocchia di riso.
1:spighetta, 2:ramificazione secondaria, 3:ramificazione primaria, 4:peduncolo, 5:rachide, 6:collo della pannocchia.

È una pianta erbacea, alta da 120 a 195 cm (può raggiungere anche i 5 metri di altezza) con radici avventizie ed embrionali, le quali hanno la caratteristica di sviluppare dei parenchimi aeriferi, che permettono al riso di vivere in ambiente acquatico. Il fusto (detto culmo) presenta internodi cavi e nodi pieni e si sviluppa in maniera simile al frumento.
Ha foglie di colore verde chiaro, a forma di guaina, lunghe parecchi centimetri e larghe due, con peli bianchi, corti e spessi; la ligula è lunga e sono presenti auricole pelose. All'apice dello stelo presenta una pannocchia (infiorescenza a panicolo) terminale, a maturità pendente, costituita da spighette uniflore con fiori ermafroditi a sei stami e un pistillo; l'ovaia contiene un solo ovulo.
Il frutto è una cariosside ellittica o sferica con glumelle molto sviluppate, la cariosside è vestita (risone), peso 25–45 mg.

## Distribuzione e habitat
Il riso è stato addomesticato per la prima volta in Cina 9.000 anni fa, da persone di culture neolitiche nel bacino dello Yangtze, associate rispettivamente ai parlanti Hmong-Mien e ai pre-austronesiani. L'allele funzionale per la non-frantumazione, indicatore critico della domesticazione nei cereali, così come altri cinque polimorfismi a singolo nucleotide, è identico sia nella varietà indica che in quella japonica. Ciò implica un singolo evento di domesticazione per O. sativa. Sia la forma indica che quella japonica del riso asiatico derivano da un singolo evento di domesticazione in Cina dal riso selvatico Oryza rufipogon. Nonostante queste prove, sembra che il riso indica sia nato quando la varietà japonica arrivò in India circa 4.500 anni fa e si ibridò con un altro riso, sia esso un proto-indica non addomesticato o O. nivara selvatico.
Il riso fu introdotto precocemente nelle culture sino-tibetane della Cina settentrionale, circa 6000-5600 anni fa, e nella penisola coreana e in Giappone, circa 5500-3200 anni fa. Fu introdotto anche a Taiwan dalla cultura Dapenkeng da 5500 a 4000 anni fa, prima di diffondersi verso sud attraverso le migrazioni austronesiane verso le isole del Sud-est asiatico, il Madagascar e Guam, ma non sopravvisse al viaggio verso il resto del Pacifico. Raggiunse i popoli austroasiatici e Kra-Dai nel Sud-est asiatico continentale e nella Cina meridionale circa 5000 anni fa.
Il riso si diffuse nel resto del mondo attraverso la coltivazione, la migrazione e il commercio, arrivando infine nelle Americhe come parte dello scambio colombiano dopo il 1492.

## Tassonomia

### Sottospecie
Esistono tre sottospecie:

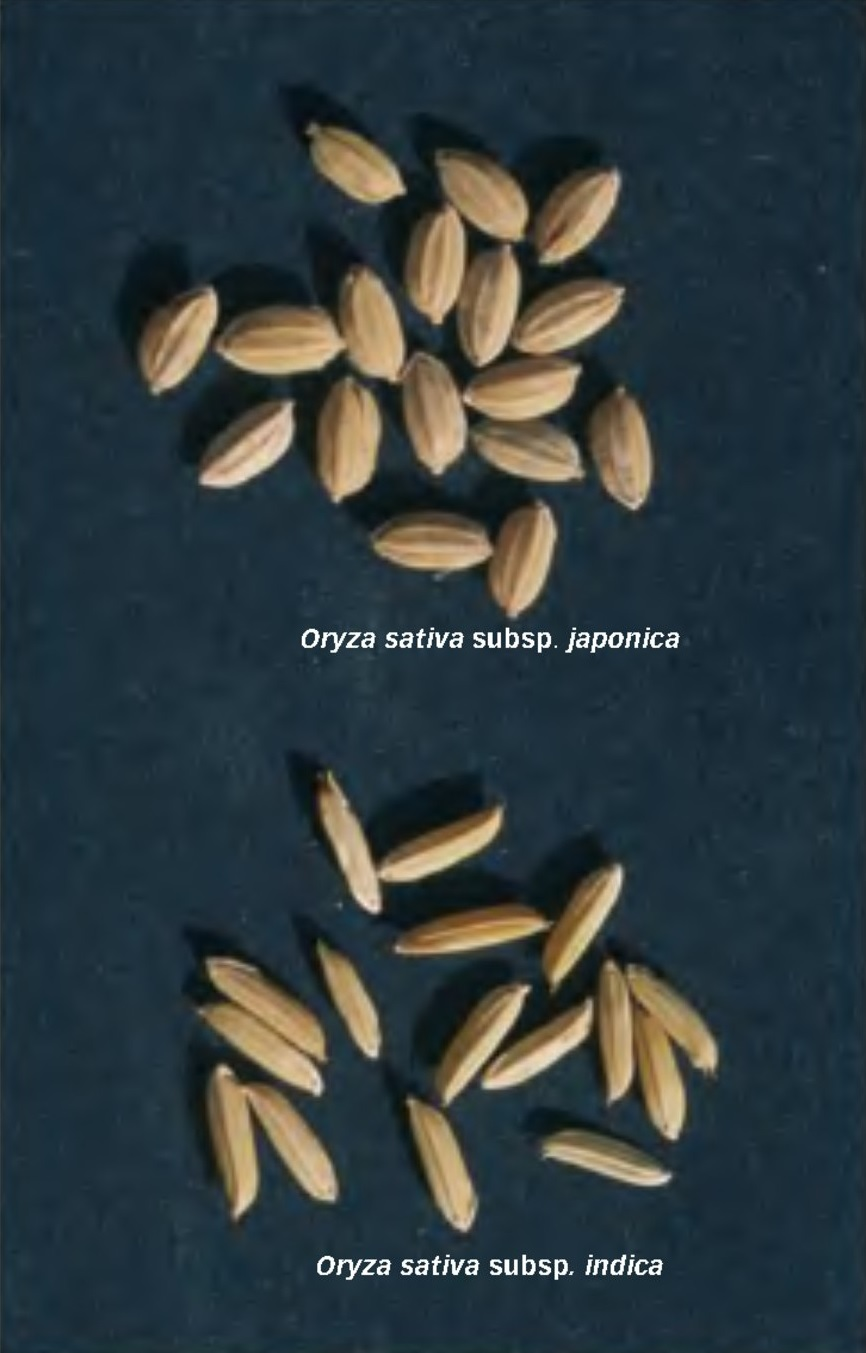
Chicchi delle sottospecie indica e japonica a confronto

- ssp. indica, tipica dei climi tropicali, alto valore di mercato, cariosside lunga e sottile, produttività media e coltivata in India, Cina meridionale, Filippine, USA meridionali, Italia, Brasile;
- ssp. japonica, tipica dei climi temperati, produttività alta, cariosside corta e arrotondata, basso valore di mercato, coltivata in Giappone, Corea, Cina settentrionale, USA, Egitto, Italia;
- ssp. javanica, di minore importanza.

Dalle diverse sottospecie derivano le cultivar (ad esempio arborio, carnaroli, originario, ecc.), diffuse per i diversi usi.
In Italia con il Decreto Legislativo n.131/2017 vengono definiti i criteri per la commercializzazione al pubblico del riso (riso da interno). In questo decreto vengono definite 5 varietà tradizionali nominali: Ribe, Arborio, Roma o Baldo, Carnaroli, Vialone nano e S. Andrea, entro le quali afferiscono tutte le altre varietà coltivate.

## Usi
Il riso è coltivato principalmente per uso alimentare.
Altri utilizzi del riso sono:
- produzione di bevande:
  - non alcoliche, ad esempio il latte di riso
  - alcoliche, tramite sola fermentazione: sakè, makgeolli, huangjiu ecc. (genericamente vini di riso)
  - alcoliche, tramite fermentazione e distillazione: soju (ricetta tradizionale), awamori, alcune varietà di baijiu
  - rotture di riso nella produzione della birra
- produzione di farina di riso per uso zootecnico
- produzione dell'amido utilizzato anche in cosmetica.

## Avversità
Il punteruolo del riso (Lissorhoptrus oryzophilus) è un insetto che si nutre della pianta del riso sia nella parte fogliare, sia in quella radicale.

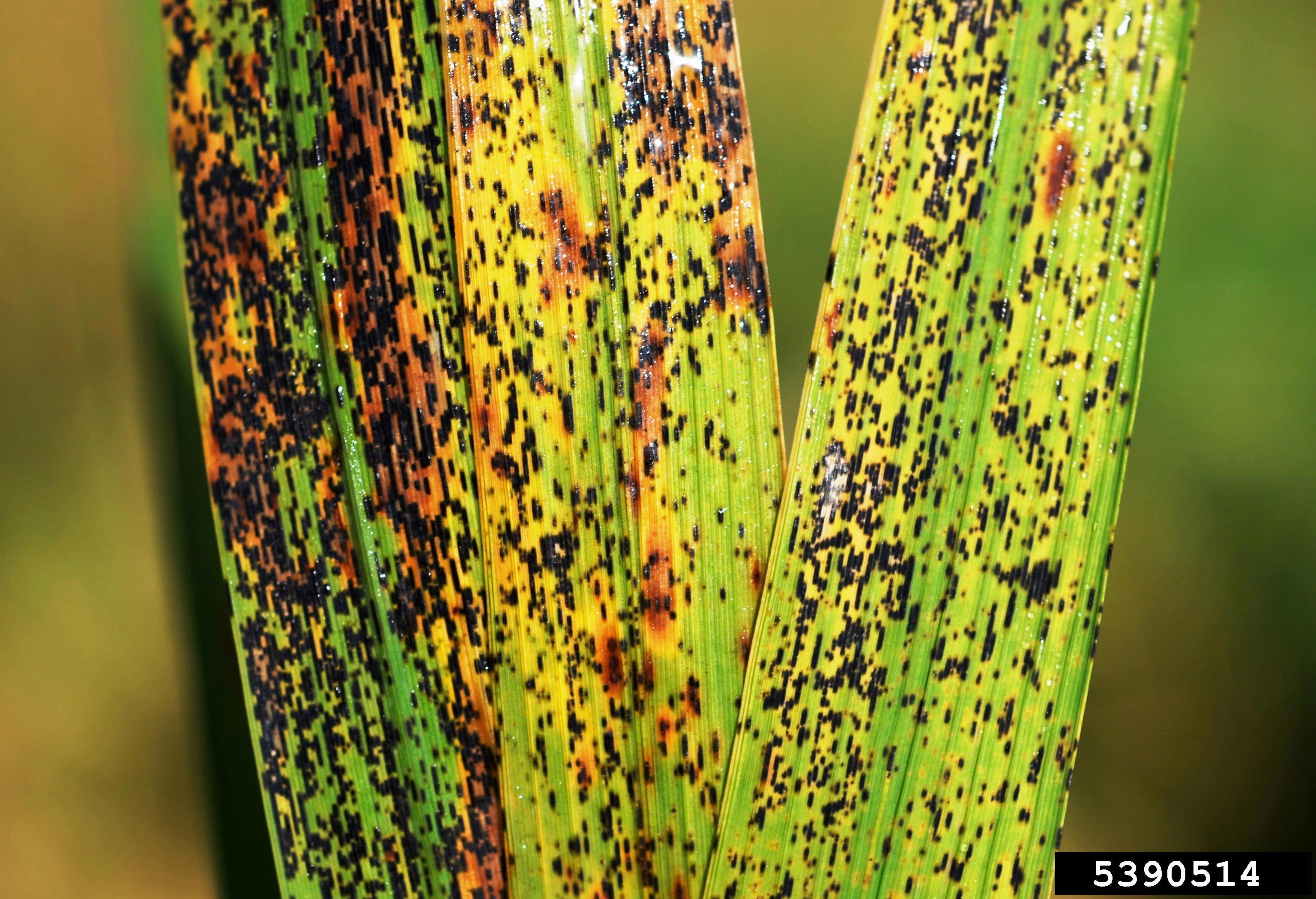
Foglia di riso affetta da Entyloma oryzae
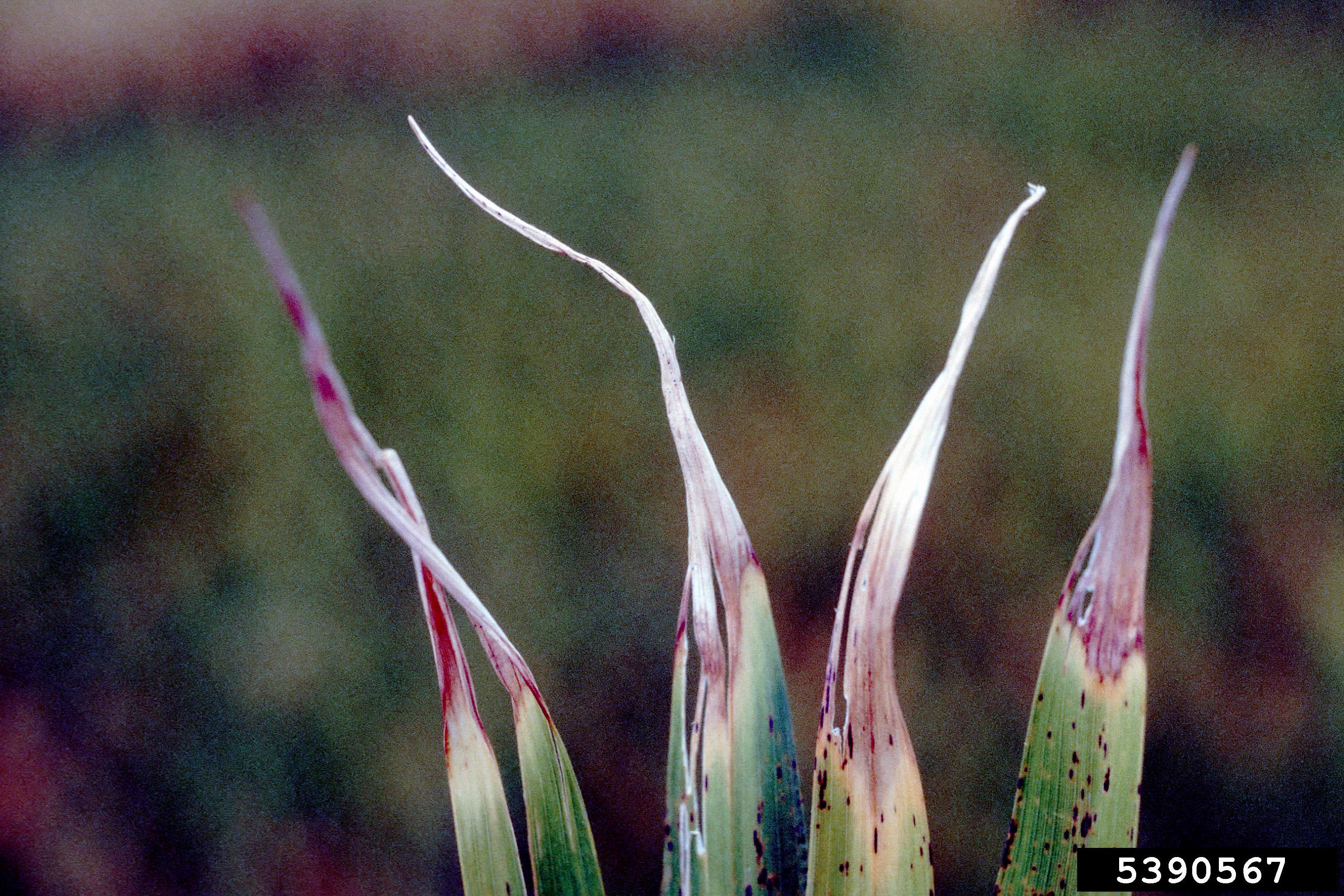
Effetti del nematode Aphelenchoides besseyi
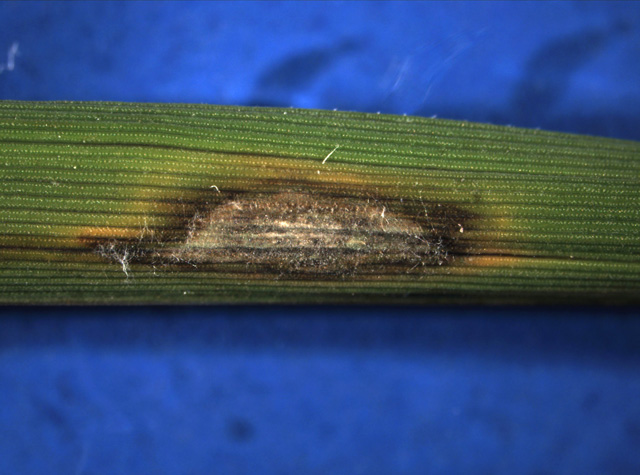
Magnaporthe oryzae
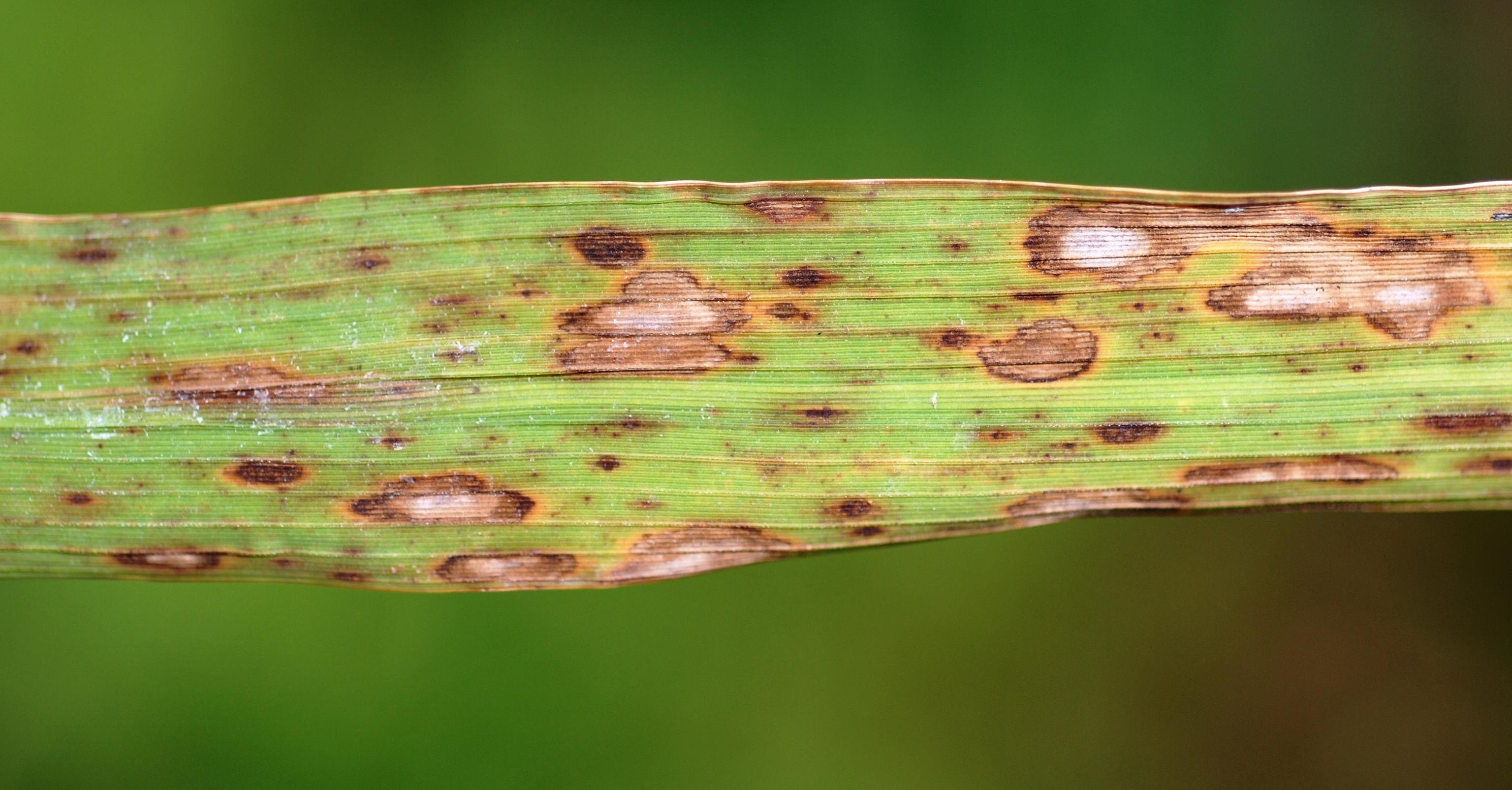
Cochliobolus miyabeanus
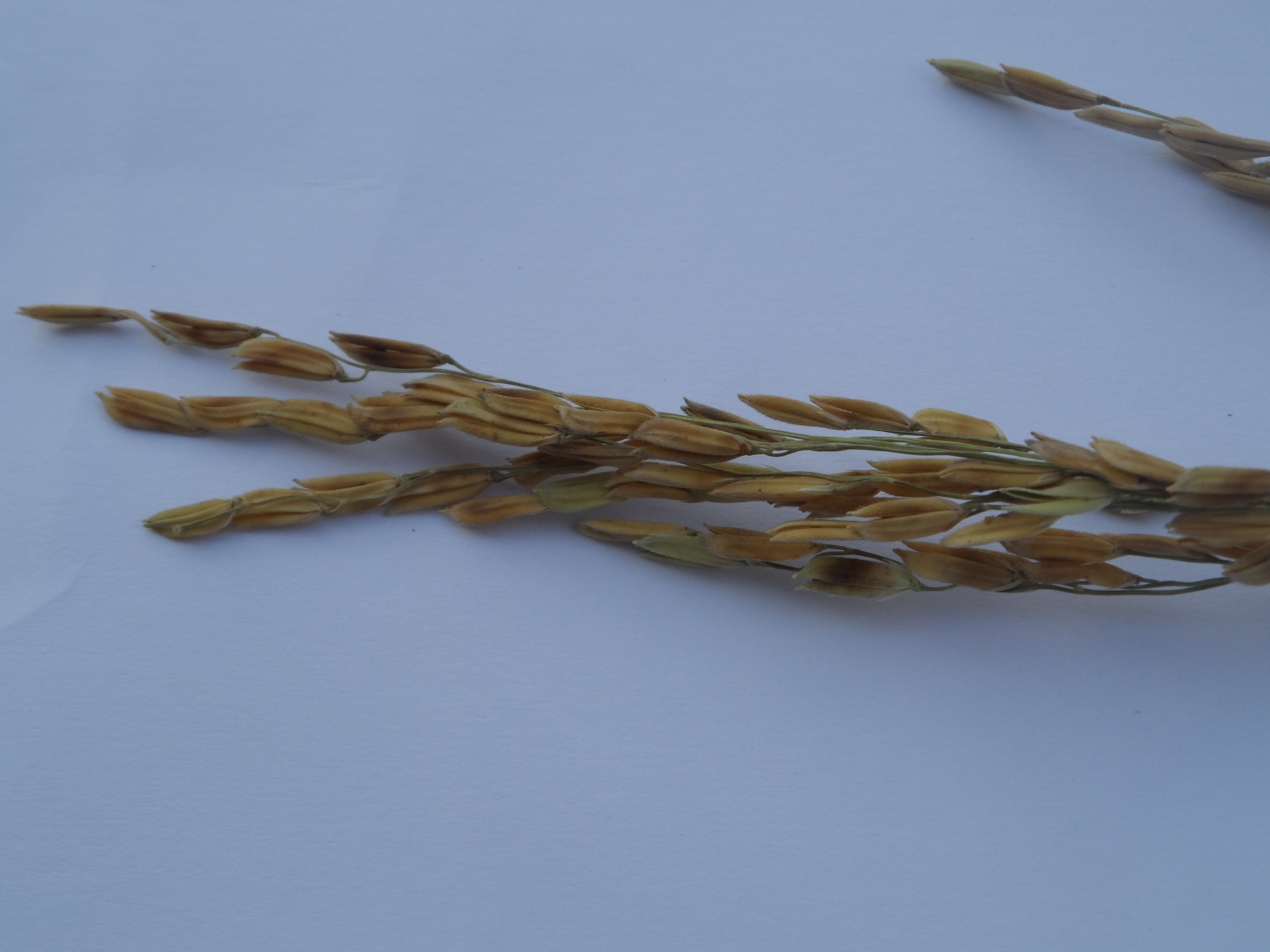
Burkholderia glumae
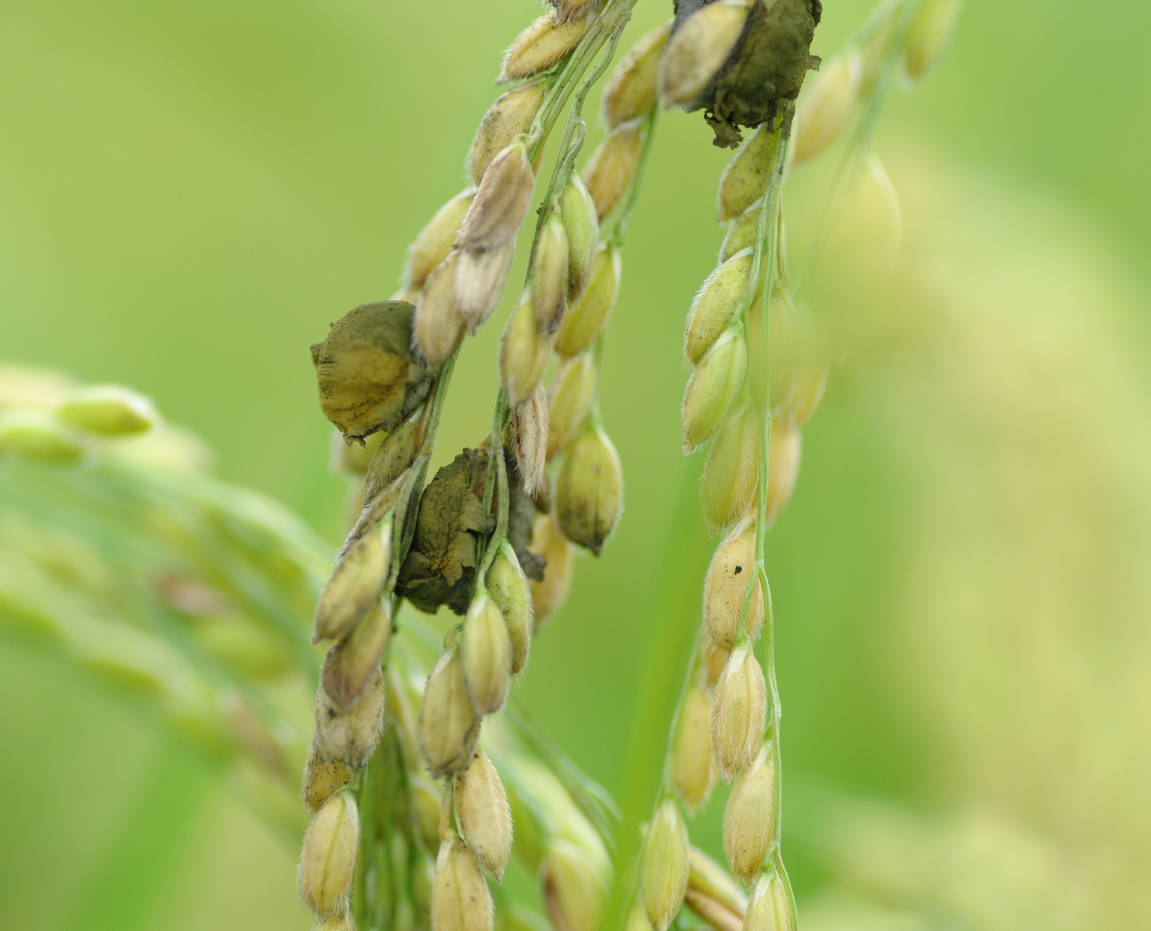
Ustilaginoidea virens
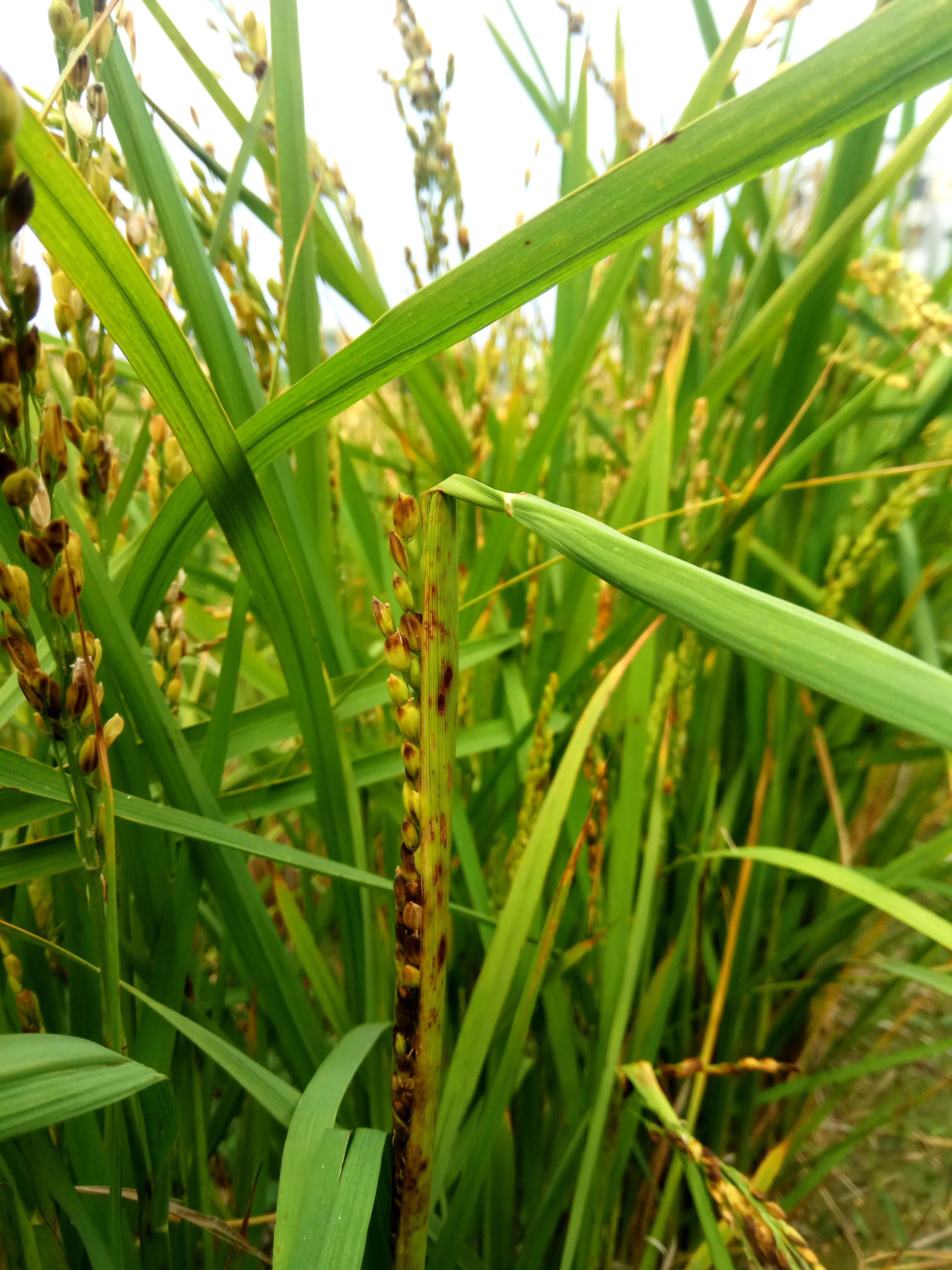
Sarocladium oryzae

## Galleria d'immagini

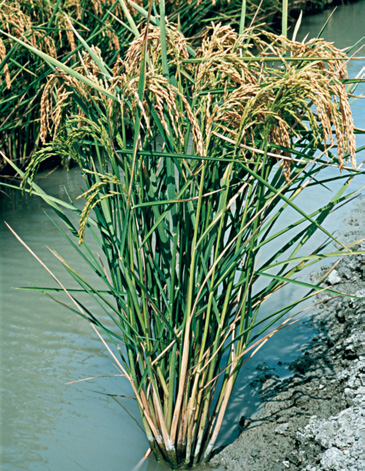
Pianta di riso allo stato di maturazione
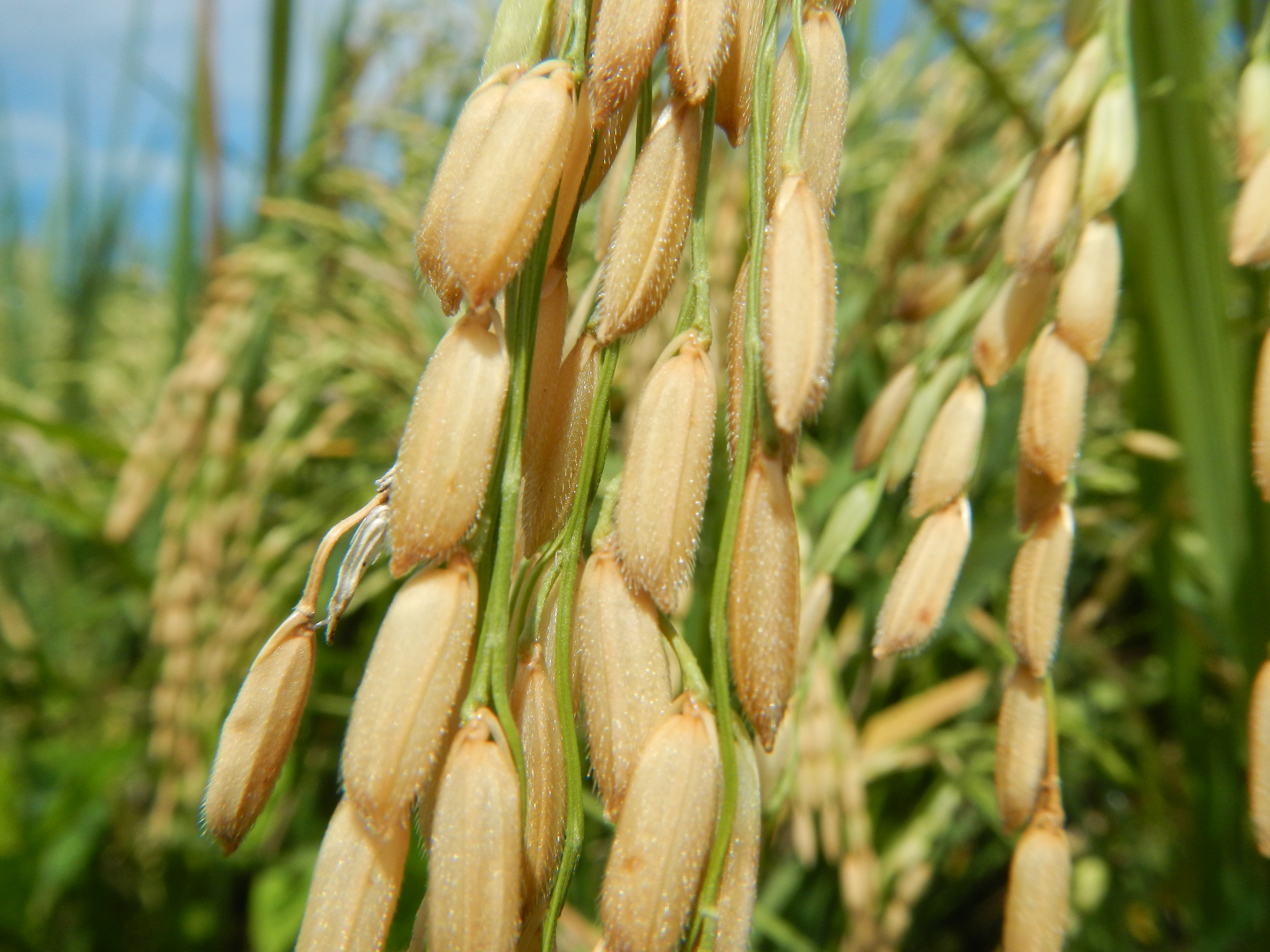
Chicchi di riso sulla pianta
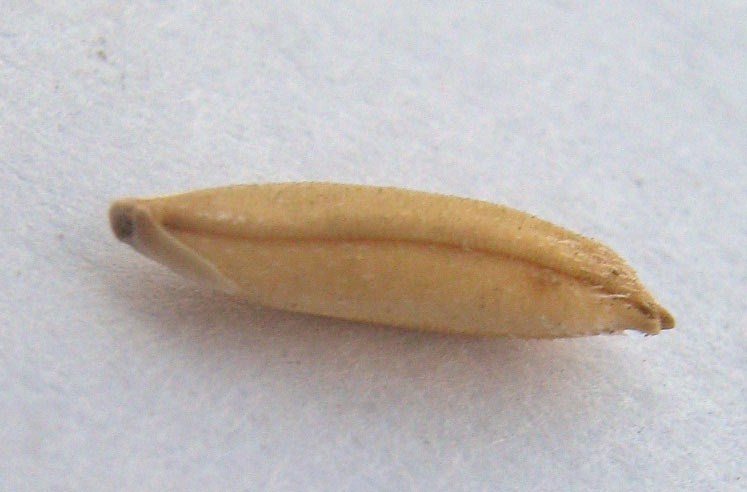
Chicco di riso
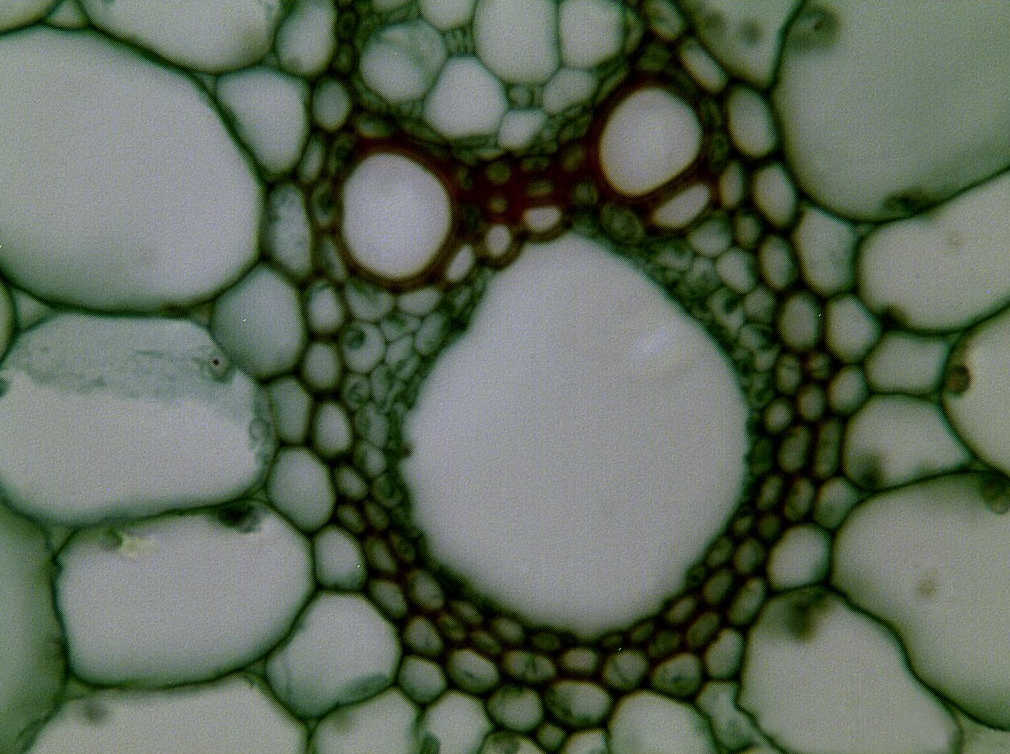
Sezione trasversale del fusto della pianta al microscopio
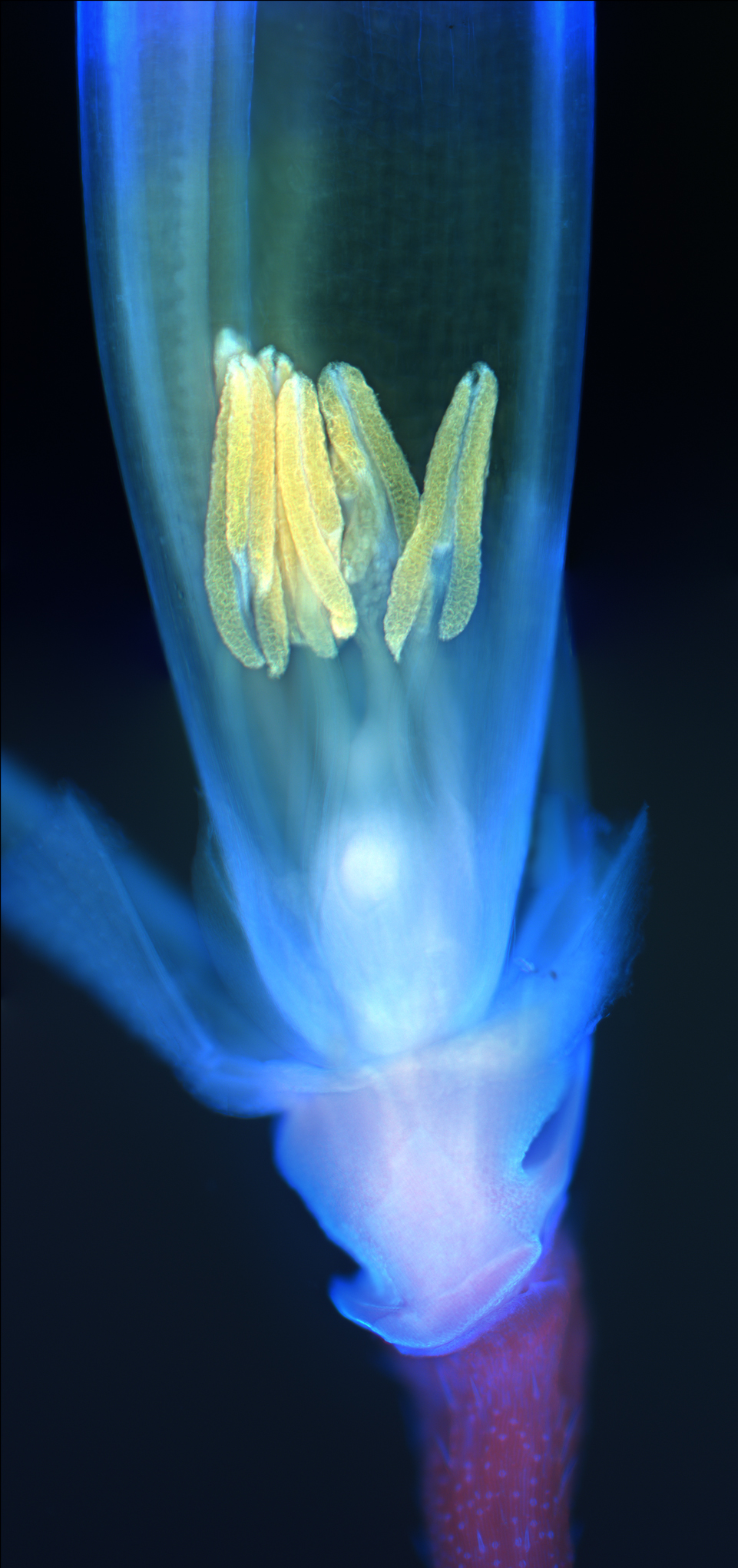
Fiore visto con microscopio a fluorescenza
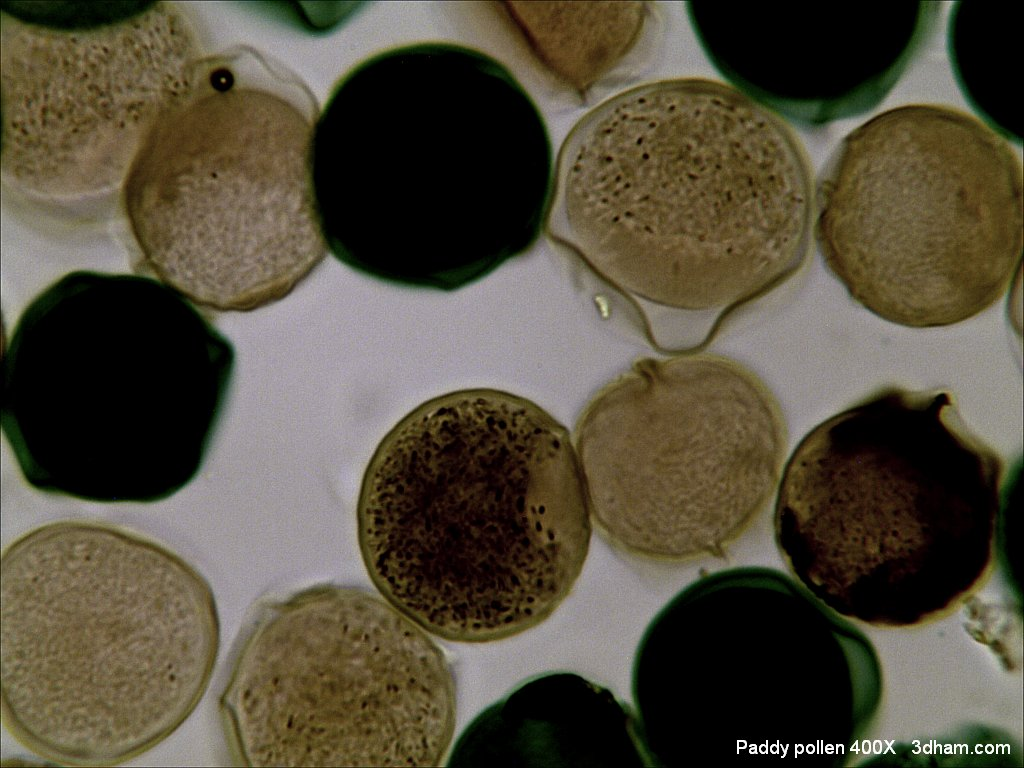
Polline del riso al microscopio